# Глутатион
Глутатион (2-амино-5-{[2-[(карбоксиметил)амино]-1-(меркаптометил)-2-оксоэтил]амино}-5-оксопентаноевая кислота, англ. glutathione, GSH) — это трипептид γ-глутамилцистеинилглицин. Глутатион содержит необычную пептидную связь между аминогруппой цистеина и карбоксильной группой боковой цепи глутамата. Значение глутатиона в клетке определяется его антиоксидантными свойствами. Фактически глутатион не только защищает клетку от токсичных свободных радикалов, но и в целом определяет окислительно-восстановительные характеристики внутриклеточной среды.
В клетке тиоловые группы находятся в восстановленном состоянии (SH). Концентрация глутатиона в клетке составляет около 5 мМ. Фактически такая высокая концентрация глутатиона в клетке приводит к тому, что он восстанавливает любую дисульфидную связь (S-S), образующуюся между остатками цистеина внутриклеточных белков. При этом восстановленная форма глутатиона GSH превращается в окисленную GSSG. Восстанавливается окисленный глутатион под действием фермента глутатионредуктазы, который постоянно находится в клетке в активном состоянии и индуцируется при окислительном стрессе. Соотношение восстановленной и окисленной форм глутатиона в клетке является одним из важнейших параметров, который показывает уровень окислительного стресса.

## Биосинтез
Глутатион не является незаменимым веществом и может быть синтезирован из аминокислот L-цистеина, L-глутаминовой кислоты и глицина.
Синтез происходит в две АТФ-зависимые стадии:
- на первой стадии синтезируется γ-глутамилцистеин из глутаминовой кислоты и цистеина ферментом γ-глутамилцистеинсинтетазой (или глутаматцистеинлигазой). Данная реакция является лимитирующей в синтезе глутатиона;
- на второй стадии фермент глутатионсинтетаза присоединяет остаток глицина к С-концевой группе γ-глутамилцистеина.

### Глутаматцистеинлигаза
Фермент глутаматцистеинлигаза (GCL) это гетеродимер, состоящий из каталитической (GCLC) и регуляторной субъединиц (GCLM). Каталитическая субъединица обеспечивают каталитическую активность фермента, а регуляторная — повышает каталитическую эффективность. Мыши, не имеющие гена каталитической субъединицы, умирают до рождения. Мыши, не имеющие гена регуляторной субъединицы, фенотипически мало отличаются от нормальных, хотя характеризуются пониженным уровнем глутатиона (GSH) и более чувствительны к воздействиям, вызывающим окислительный стресс.
Все клетки организма человека способны синтезировать глутатион, тем не менее глутатионсинтетаза в печени крайне важна. После рождения мыши, у которых ген каталитической субъединицы не экспрессируется только в печени, живут не более одного месяца. Смерть вызвана повреждением митохондрий и печёночной недостаточностью.
Путь биосинтеза глутатиона показан для некоторых прокариот (цианобактерий и протеобактерий), но отсутствует у многих бактерий. Многие эукариоты синтезируют глутатион, например, человек, но некоторые не синтезируют, например, Leguminosae, Entamoeba, и Giardia. Из архей глутатитон могут синтезировать только галобактерии.

## Функция
Глутатион участвует в синтезе лейкотриенов и является кофактором фермента глутатионпероксидазы. Он также выступает в качестве гидрофильной молекулы, которая присоединяется ферментами печени к гидрофобным токсичным веществам в процессе их биотрансформации с целью выведения из организма в составе желчи. Как часть глиоксалазной ферментативной системы глутатион участвует в реакции детоксификации метилглиоксаля, токсичного побочного продукта метаболизма. Глиоксалаза I (КФ 4.4.1.5 Архивная копия от 16 мая 2011 на Wayback Machine) превращает метилглиоксаль и восстановленный глутатион в лактоилглутатион. Глиоксалаза II (КФ 3.1.2.6 Архивная копия от 16 мая 2011 на Wayback Machine) гидролизует лактоилглутатион с образованием глутатиона и лактата (молочной кислоты).
Глутатион является субстратом реакций конъюгации и восстановления, катализируемых глутатион-S-трансферазой в цитозоле, микросомах и в митохондриях.
Глутатион плохо всасывается в желудочно-кишечном тракте, поэтому для восстановления нормального уровня глутатиона при патологических состояниях назначают N-ацетилцистеин.